# 灵隐社区
灵隐社区是中国浙江省杭州市西湖区西湖街道所辖的一个社区。西至龙门山，东至解放军117医院西墙，北至瑞云山，南至月桂峰，社区所辖区域面积约4.5平方公里，总人口为2234人。2006年1月，由原灵隐村村民委员会撤村建居。社区办公场所设在杭州市西湖区白乐桥1号，邮编310013。  